# Kadri Simson
Kadri Simson (Tartu, 22 gennaio 1977) è una politica estone, ministro degli affari economici e delle infrastrutture nel primo governo Ratas. Viene indicata dal proprio Paese quale commissario europeo nella commissione von der Leyen I, in cui viene designata a ricoprire l'incarico di commissario europeo per l'energia.

## Biografia
Simson ottiene la laurea in storia nel 2000, presso l'Università di Tartu, per poi perfezionare gli studi all'University College di Londra in scienze politiche sino al 2003. Nello stesso anno, svolge il ruolo di assistente ricercatrice presso l'assemblea parlamentare della NATO e diviene segretaria del partito di Centro Estone, ruolo che ricoprirà sino al 2007, anno in cui viene eletta al Riigikogu. Il 23 novembre 2016, viene nominata Ministro degli affari economici e delle infrastrutture, ruolo che ricoprirà sino al 29 aprile 2019.